# لمثل هذا الوقت
لمثل هذا الوقت هي أول رواية لكيت بريسلين صدرت عام 2014. اعتبرت الرواية مثيرة للجدل بسبب موضوعها الذي يتحدث عن وقوع امرأة يهودية في حب رئيس أحد معسكرات الاعتقال النازية خلال الحرب العالمية الثانية ثم تحولها إلى المسيحية.

## القطعة
أنقذت امرأة يهودية شقراء ذات عيون زرقاء تدعى هاداسا بنجامينم من فرقة إطلاق نار في عام 1944، أجبرها الكولونيل أريك فون شميدت من قوات الأمن الخاصة على الخدمة في معسكر عسكري في تشيكوسلوفاكيا. كانت تختبئ وراء هوية مزورة للبقاء على قيد الحياة كسكرتيرة للعقيد أريك.

## روابط خارجية
- مجموعة بيكر للنشر